# Eldora AG
Die Eldora AG ist ein in der Schweiz tätiges Gastronomieunternehmen mit Hauptsitz in Rolle (Kanton Waadt) und einem Sitz in Zürich. Sie ist auf die Gemeinschaftsgastronomie ausgerichtet und bietet Verpflegungsdienstleistungen in Unternehmungen, Universitäten und Schulen an. 

## Tätigkeitsgebiet
Mit über 260 Mitarbeiterrestaurants und rund 1'700 Mitarbeitern ist Eldora der zweitgrösste Anbieter von Gemeinschaftsgastronomie in der Schweiz. Der jährliche Umsatz des Unternehmens beläuft sich national auf etwa CHF 300 Millionen. Täglich erhalten 30'000 Gäste das Mittagessen in einem Eldora Restaurant, und pro Jahr werden 13 Millionen Speisen und Getränke serviert.
Eldora AG arbeitet seit 2010 regelmässig mit Spitzenköchen zusammen. Seit 2014 ist der Schweizer TV-Koch René Schudel das Aushängeschild des Unternehmens. 
Zu den bekanntesten Eldora-Betrieben gehören die UNO in Genf, die EPFL in Lausanne, Nestlé in Vevey, Audemars Piguet in Le Brassus, sowie in Zürich die Credit Suisse Uetlihof und der CS Tower in Oerlikon.

## Geschichte
Die DSR-Stiftung wurde 1919 vom Cevi Schweiz und dem Blauen Kreuz Romandie gegründet. Zweck der Stiftung war die Zubereitung von Mahlzeiten für Soldatenheime. Nach den Kriegsjahren wurden die Aktivitäten nach und nach erweitert; es folgten beispielsweise Restaurationsbetriebe für Grossbaustellen (Eisenbahnen, Staudämme, Tunnel). Dies war die Geburtsstunde der fortan auf Gemeinschaftsgastronomie ausgerichteten Unternehmung, die sich im Laufe der Zeit an die gastronomischen Veränderungen anpasste und weiterentwickelte.
Auf 1. Januar 2015 wurde das Unternehmen von DSR in Eldora AG umbenannt. Das Aktienkapital der Gesellschaft Eldora AG wird nach wie vor gänzlich von der DSR-Stiftung gehalten. Die Marke DSR ist seit dem Namenswechsel in der Schweizer Gemeinschaftsgastronomie nicht mehr anzutreffen.